# Simbabwische Rugby-Union-Nationalmannschaft
Die simbabwische Rugby-Union-Nationalmannschaft (englisch Zimbabwe national rugby union team) ist die Nationalmannschaft Simbabwes in der Sportart Rugby Union und repräsentiert das Land bei allen Länderspielen (Test Matches) der Männer. Sie trägt den Spitznamen Sables, nach der Rappenantilope (englisch sable antelope). Die organisatorische Verantwortung trägt der 1895 gegründete Verband Zimbabwe Rugby Union (ZRU). Simbabwe wird vom Weltverband World Rugby in die dritte Stärkeklasse (third tier) eingeteilt und gilt, zusammen mit Kenia und der Elfenbeinküste, traditionellerweise als eine der stärksten Nationalmannschaften Afrikas nach den Springboks aus Südafrika und den Welwitschias aus Namibia.
Rugby verbreitete sich ab Ende des 19. Jahrhunderts überwiegend unter „weißen“ Siedlern, während die einheimische Bevölkerung zunächst weitgehend ausgeschlossen blieb. Die Verbandsauswahl der britischen Kolonie Südrhodesien (bzw. des 1965 einseitig unabhängig erklärten Rhodesiens) war jahrzehntelang in den Spielbetrieb des Nachbarlandes Südafrika integriert und empfing regelmäßig tourende Nationalmannschaften aus Übersee. Das erste Test Match des unabhängigen und völkerrechtlich anerkannten Simbabwe fand 1981 gegen Kenia statt. Bisher nahm Simbabwe an zwei Weltmeisterschaften teil, wobei es 1987 und 1991 jeweils alle Spiele in der Vorrunde verlor. Als Folge des wirtschaftlichen Niedergangs des Landes sank auch das Niveau des einheimischen Rugbysports. Die Mannschaft errang bisher drei Titel bei Afrikameisterschaften und klassierte sich dreimal auf dem zweiten sowie zweimal auf den vierten Platz. Traditionell spielt Simbabwe in grünweiß-gestreiften Trikots mit weißen Hosen und grünweiß-gestreiften Socken. Zwei simbabwische Spieler wurden in die World Rugby Hall of Fame aufgenommen.

## Organisation
Verantwortlich für die Organisation von Rugby Union in Simbabwe ist die Zimbabwe Rugby Union (ZRU). Der Verband wurde im Jahr 1895 als Rhodesia Rugby Football Union gegründet, 1980 umbenannt und sieben Jahre später als Vollmitglied in den International Rugby Football Board (IRFB; heute World Rugby) aufgenommen. Ebenfalls 1987 wurde die ZRU Mitglied des Kontinentalverbandes Rugby Africa.
Aufgrund der schwach ausgebildeten Strukturen verfügt Simbabwe nur über eine relativ kleine Rugby-Union-Liga, die sechs Mannschaften umfassende Super Six Rugby League. Spieler mit größeren Ambitionen gehören der Auswahlmannschaft Zimbabwe Goshawks an, die am südafrikanischen Wettbewerb Currie Cup teilnimmt und ihre Heimspiele zu diesem Zweck in Kapstadt austrägt. Ein Großteil der Spieler, die für die Nationalmannschaft antritt, gehört entweder dieser Auswahl an oder spielt für andere südafrikanische Teams. Weitere Spieler stehen bei europäischen Vereinen unter Vertrag.
Neben der eigentlichen Nationalmannschaft ruft die ZRU weitere Auswahlmannschaften zusammen. Wie andere Rugbynationen verfügt Simbabwe über eine U-20-Nationalmannschaft, die an den entsprechenden Weltmeisterschaften teilnimmt. Hinzu kommt Zimbabwe Sevens, die Nationalmannschaft für Siebener-Rugby. Kinder und Jugendliche werden in Schulen an den Rugbysport herangeführt und je nach Interesse und Talent beginnt dann die Ausbildung. Allerdings ist die Zahl der Schulen, die überhaupt Rugby anbieten, aus historischen Gründen begrenzt. Es handelt sich hierbei überwiegend um private Institutionen, die auf die Bedürfnisse einer kleinen Ober- und Mittelschicht ausgerichtet und somit für weite Bevölkerungskreise unerschwinglich sind.

## Geschichte

### Einführung und Verbreitung von Rugby

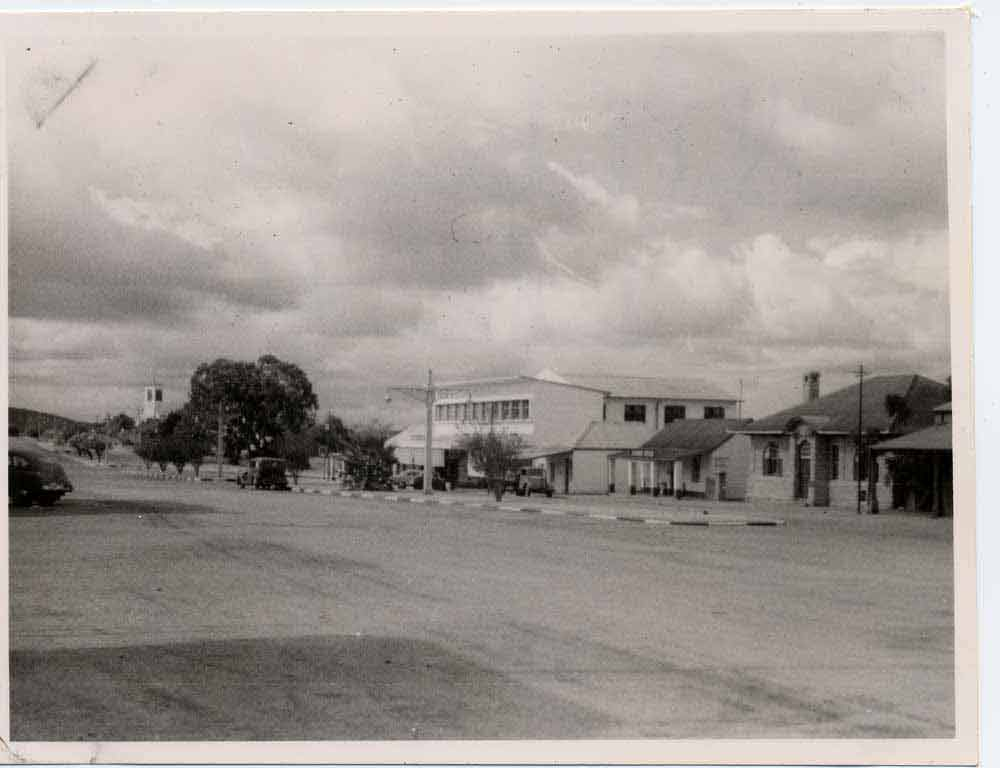
Fort Victoria (1952), wo 1890 die ersten Rugbyspiele in Rhodesien stattgefunden haben sollen

1890 erreichte die Pioneer Column, eine von Cecil Rhodes und der British South Africa Company (BSAC) aufgestellte Söldnertruppe, von der Kapkolonie her die Territorien nördlich des Flusses Limpopo. Die ersten Rugbyspiele sollen noch im selben Jahr in Fort Victoria stattgefunden haben. Bei der Auswahl der Söldner legten die Kolonialbeamten, die ihre Bildung überwiegend an britischen Public Schools erhalten hatten, großen Wert auf sportliche Leistungen. Sie waren interessiert daran, britische Ballspiele in der neuen Kolonie zu verbreiten. Entsprechend nahmen Rugby und Cricket eine herausragende Rolle ein, denn sie sollten eine ideelle Verbindung zum Vereinigten Königreich herstellen. Vor allem aber förderten diese beiden Sportarten nach Ansicht der Kolonialisten in besonderem Maße „imperiale Ideologien von der Macht der Briten und von Männlichkeit, die sich in sportlichen Leistungen ausdrückt“. In der von kriegerischen Konflikten (Jameson Raid, Zweiter Matabelekrieg, Zweiter Burenkrieg) geprägten Anfangszeit der Kolonie versuchte die BSAC, durch regelmäßige Sportberichte in der südafrikanischen und britischen Presse eine gewisse Normalität vorzutäuschen, um den Zuzug weiterer Siedler aufrechtzuerhalten.
1894 entstanden in Bulawayo die beiden ersten Rugbyvereine des Landes, Queens und Bulawayo Athletic Club. Ein Jahr später folgte die Gründung des Verbandes Rhodesia Rugby Football Union (RRFU). Der Verband war zunächst nur für die Kolonie Südrhodesien zuständig, später aber auch für die Protektorate Nordrhodesien und Njassaland. Rhodes erkannte nach einiger Zeit, dass die BSAC allein nicht in der Lage war, den von Siedlern bevorzugten südlichen Teil Rhodesiens effektiv zu verwalten. 1897 ernannte er deshalb seinen Freund William Henry Milton zum Administrator des Territoriums Mashonaland (ab 1901 zusätzlich von Matabeleland und somit von ganz Südrhodesien), um eine Zivilverwaltung aufzubauen. Milton hatte 1874/75 für die englische Rugby-Union-Nationalmannschaft gespielt und war von 1889 bis 1892 Kapitän der südafrikanischen Cricket-Nationalmannschaft gewesen. In seiner bis 1914 dauernden Amtszeit schuf er unter anderem Strukturen für die sportliche Betätigung, beispielsweise durch die Einführung von Schulsport. Für die Siedler war das Sporttreiben ein bedeutendes Mittel zur sozialen Akkulturation, da es den Kontakt zwischen relativ weit entfernten Siedlungen ermöglichte und zur Schaffung einer einheitlichen „weißen“ Kultur beitrug. Die Bildung einer ausgrenzenden Siedleridentität schien für die Aufrechterhaltung der Vorherrschaft und Kontrolle über die weitaus größere einheimische Bevölkerung unerlässlich zu sein. Miltons rassistisch geprägter Einfluss war beträchtlich und er war mehr als jeder andere dafür verantwortlich, die Grundlagen eines segregierten Sportbetriebs zu schaffen. Dies hatte zur Folge, dass Rugby praktisch ausschließlich von „Weißen“ gespielt wurde.

### Rhodesisches Rugby
Als die Eisenbahn im Jahr 1897 Bulawayo erreichte, ermöglichte sie die Aufnahme regelmäßiger sportlicher Beziehungen mit Südafrika. 1898 nahm erstmals eine Auswahl der RRFU am Currie Cup teil, der Meisterschaft der südafrikanischen Teilverbände. Die Mannschaft bestand aus Spielern der fünf größten Vereine in den zwei wichtigsten Städten des Landes, Bulawayo und Salisbury (heute Harare). Mit einem Unentschieden gegen Transvaal sowie Siegen über Eastern Province und Orange Free State übertraf sie sämtliche Erwartungen. Danach war das rhodesische Rugby stets einem starken südafrikanischen Einfluss ausgesetzt. Als die südafrikanische Nationalmannschaft 1906/07 durch Europa tourte, nahm mit Freddie Brooks auch ein rhodesischer Siedler teil, jedoch auf Seiten seiner Heimat England. Dies zeigte exemplarisch den Zwiespalt Rhodesiens auf, das vom südlichen Nachbar abhängig war, sich aber nicht der geplanten Südafrikanischen Union anschließen wollte. Der Vorschlag des South African Rugby Board (SARB), das rhodesische Rugby vollständig in den Teilverband von Griqualand West zu integrieren, stieß 1908 auf einhellige Ablehnung. Er ignorierte die Tatsache, dass sich mittlerweile unter den „weißen“, überwiegend britischstämmigen Rhodesiern ein Nationalgefühl entwickelt hatte, das sich von jenem der afrikaanssprachigen Buren (die den künftigen Staat bald dominieren würden) unterschied.
Die RRFU blieb eigenständig, war als Teilverband des SARB aber weiterhin in den südafrikanischen Spielbetrieb integriert. Die durch die Teilnahmen am Currie Cup generierten Einnahmen waren von großer Wichtigkeit, um die Sportinfrastruktur in Rhodesien ausbauen zu können. Einerseits waren Rhodesier ohne Einschränkungen für die Nationalmannschaft des Nachbarlandes spielberechtigt, andererseits war es nun für Mannschaften aus Übersee interessant, bei ihren Südafrika-Besuchen auch Abstecher nach Rhodesien zu machen. Das erste „Länderspiel“ ohne Test-Match-Status fand am 30. April 1910 statt, als die British Lions (die Auswahl der vier britischen Home Nations) während ihrer mehrmonatigen Südafrikatour nach Bulawayo kamen und mit 24:11 gewannen. Weitere Besuche der Lions folgten bei der Tour 1924 und der Tour 1938. Die All Blacks aus Neuseeland waren 1928 zu Gast, die Wallabies aus Australien kamen 1933 hierher. Nach einer über dreißigjährigen Absenz war die rhodesische Auswahl ab 1947 ununterbrochen an der ersten Division des Currie Cup beteiligt.
Zwei Jahre später kamen erneut die All Blacks nach Rhodesien. Den Gastgebern gelang dabei am 27. Juli 1949 in Bulawayo ein völlig überraschender 10:8-Sieg. Obwohl die Neuseeländer wegen der kürzlich eingeführten Apartheid-Gesetze auf ihre Māori-Spieler verzichten mussten, galten sie als haushohe Favoriten. Doch sie wurden von der offensiven Spielweise der Rhodesier überrascht, die mit Salty du Rand und Ryk van Schoor zwei südafrikanische Nationalspieler in ihren Reihen hatten. Dass dieser Erfolg keine Eintagsfliege war, bewies Rhodesien drei Tage später in Salisbury mit einem 3:3-Unentschieden. Ein weiteres Unentschieden gelang 1953 beim Besuch der Australier. Die Lions waren nochmals 1955, 1962, 1968 und 1974 zu Besuch, die Franzosen 1958, 1964 und 1967, die Neuseeländer 1960 und 1970, die Australier 1963 und 1969. Dabei gelang nur 1967 gegen Frankreich ein weiteres Unentschieden. Siege feiern konnten die Rhodesier hingegen 1965 gegen Argentinien und 1973 gegen Italien.
Die seit 1953 bestehende Föderation von Rhodesien und Njassaland wurde zehn Jahre später aufgelöst, womit die RRFU die Zuständigkeit für den Rugbysport in den neuen unabhängigen Staaten Sambia und Malawi abtreten musste. Die „weiße“ Minderheit Südrhodesiens verfügte damals über ein hohes Maß an Selbstverwaltung und wollte ihre privilegierte Stellung behalten, was jedoch für die Briten angesichts der fortschreitenden Dekolonisation inakzeptabel war. Nachdem Verhandlungen über die politische Gleichberechtigung der „schwarzen“ Mehrheit gescheitert waren, erklärte die von Ian Smith angeführte Regierung am 11. November 1965 einseitig die Unabhängigkeit von Rhodesien vom Vereinigten Königreich. Die britische Regierung unter Harold Wilson hielt dieses Vorgehen für einen Akt der Rebellion und unternahm auf internationaler Ebene zahlreiche Anstrengungen, um der rhodesischen Regierung jegliche internationale Legitimität zu verweigern. Diese erstreckten sich bald auch auf den Bereich des Sports und ab 1967 argumentierte die britische Regierung, dass sportliche Kontakte eine Form der „Unterstützung für das illegale Regime in Rhodesien“ seien. Allerdings dauerte es sieben weitere Jahre, bis die rhodesische Rugbyauswahl vollständig boykottiert wurde.
Die Boykottbemühungen richteten sich nicht gegen die Rassentrennung an sich, sondern waren ausdrücklich auf die Illegitimität der Smith-Regierung fokussiert. Im Gegensatz zu Südafrika basierte die Diskriminierung der Bevölkerungsmehrheit Rhodesiens nicht auf einer staatlich festgelegten und organisierten Apartheid, zumal eine solche in Rhodesien aufgrund eines Mangels an dafür erforderlichen Sicherheitskräften ohnehin nicht durchsetzbar war. Vielmehr war sie Ausdruck einer Ausgrenzung auf gesellschaftlicher und wirtschaftlicher Ebene. Im Sportbereich manifestierte sie sich auf unterschiedliche Weise. Sportarten, die teure Ausrüstung und Einrichtungen oder besondere Trainingsmethoden erfordern, wurden von der wohlhabenden „weißen“ Siedlergemeinschaft dominiert, während viele „schwarze“ Rhodesier allein schon mangels finanzieller Mittel davon ausgeschlossen waren. Bei Sportarten ohne solche Anforderungen war hingegen bereits seit den 1950er Jahren ein Abbau der trennenden Barrieren feststellbar, was insbesondere auf Fußball und Leichtathletik zutraf. Sportarten wie Cricket und Rugby wiederum, deren Verbände enge Beziehungen zu Südafrika pflegten, wiesen einen hohen Grad an Segregation auf.

### Nach der Unabhängigkeit
Auf der Grundlage des Lancaster-House-Abkommens erlangte das Land am 18. April 1980 seine Unabhängigkeit und benannte sich in Simbabwe um, was auch das Ende der „weißen“ Minderheitsherrschaft bedeutete. Ebenso nahm die Rhodesia Rugby Football Union den neuen Namen Zimbabwe Rugby Union (ZRU) an. Aufgrund des starken internationalen Drucks, das südafrikanische Apartheidregime zu boykottieren, brach die ZRU sämtliche Beziehungen zum SARB ab und zog sich aus dem Currie Cup sowie anderen Wettbewerben zurück. Im Gegenzug wurde die ZRU in die internationalen Strukturen integriert. Im September und Oktober desselben Jahres unternahm die neu formierte Nationalmannschaft eine sechs Spiele umfassende Tour, um gegen verschiedene englische Teilverbände anzutreten. Dazu gehörte ein Spiel gegen die Auswahl der Grafschaft Surrey im Londoner Twickenham Stadium. Ihr erstes Test Match bestritt die simbabwische Nationalmannschaft am 7. Juli 1981 in Nairobi gegen Kenia, das sie mit 34:24 gewann. Als erste nichtafrikanische Nationalmannschaft war Rumänien 1982 für zwei Spiele in Bulawayo zu Gast und setzte sich beide Male äußerst knapp durch. 1983 und 1984 konnte Simbabwe je einen Sieg über Spanien feiern, 1985 gab es knappe Niederlagen gegen Italien, Portugal und Spanien. Beim 26:19-Heimsieg über die Sowjetunion am 29. Juni 1986 in Harare schrieb Richard Tsimba Rugbygeschichte als erster „schwarzer“ Spieler für Simbabwe.
1987 war Simbabwe eines von 16 Ländern, das vom International Rugby Football Board (IRFB; heute World Rugby) eine Einladung zur ersten Weltmeisterschaft in Australien und Neuseeland erhielt; damit verbunden war die Aufnahme der ZRU in den IRFB. Simbabwe wurde anstelle von Südafrika, das aufgrund seiner weiterhin bestehenden Apartheidpolitik nicht teilnahmeberechtigt war, als einziger Vertreter des afrikanischen Kontinents eingeladen. Im ersten Spiel gegen Rumänien verpasste Simbabwe mit 20:21 nur knapp einen Sieg, wobei Richard Tsimba zwei Versuche erzielte. Darauf folgten zwei deutliche Niederlagen gegen Schottland (21:60) und Frankreich (12:70). Als Letztplatzierte schieden die Simbabwer somit bereits nach der Gruppenphase aus. Ebenfalls 1987 trat die ZRU dem ein Jahr zuvor gegründeten Kontinentalverband Confédération Africaine de Rugby (Confederation of African Rugby, heute Rugby Africa) bei. In Freundschaftsspielen verlor Simbabwe 1988 zweimal gegen Schottland, 1989 zweimal gegen Spanien sowie je einmal gegen Rumänien und Italien. In der erstmals durchgeführten WM-Qualifikation gewann Simbabwe in der Afrika-Gruppe alle drei Spiele gegen die Elfenbeinküste, Marokko und Tunesien und sicherte sich einen Startplatz für die Weltmeisterschaft 1991. Als Vorbereitung darauf bestritt die Nationalmannschaft fünf Freundschaftsspiele hintereinander gegen Namibia und ging bei allen Begegnungen als Verlierer vom Platz. Die WM-Endrunde fand in den Ländern der damaligen Five Nations statt. Während 1987 nur ein einziger „Schwarzer“ dem Team angehört hatte, waren es vier Jahre später immerhin vier. Simbabwe erlitt drei deutliche Niederlagen gegen Irland (11:55), Schottland (12:51) und Japan (8:52).
Nach der Weltmeisterschaft traten mehrere Schlüsselspieler der „goldenen Generation“ zurück und die seit Juni 1991 anhaltende Niederlagenserie dauerte fast zwei Jahre. Mit Namibia und später Kenia erhielt Simbabwe zwei ernstzunehmende Konkurrenten um die Rolle als zweitbeste Mannschaft des Kontinents hinter Südafrika. Der in den 1990er Jahren einsetzende wirtschaftliche Niedergang des Landes, hervorgerufen durch die zunehmend autokratische Herrschaft von Präsident Robert Mugabe, führte auch zu einem Abrutschen des Spielniveaus. Viele Spieler sahen sich gezwungen, aus wirtschaftlichen oder politischen Gründen das Land zu verlassen und woanders ihren Lebensunterhalt zu verdienen. Die 1995 durch den IRFB ermöglichte Professionalisierung von Rugby Union verstärkte diese Tendenz noch weiter, zumal die simbabwische Liga schlicht nicht konkurrenzfähig war. Ein Beispiel hierfür ist Kennedy Tsimba (der Bruder von Richard), der anfangs für Simbabwe spielte, jedoch nach Südafrika ging und dort eine erfolgreiche Profikarriere einschlug.
Kurz nachdem sie die Waliser empfangen hatten, bestritten die Simbabwer im Juli 1993 die erste Runde der Qualifikation für die Weltmeisterschaft 1995. Siege über Arabien und Kenia ermöglichten trotz einer Niederlage gegen Namibia die Teilnahme an der zweiten Runde im Juni 1994. Die Mannschaft gewann zwar gegen Marokko, unterlag aber Namibia und der Elfenbeinküste, wodurch sie die Weltmeisterschaft 1995 in Südafrika verpasste. Bei der nächsten WM-Qualifikation für die Weltmeisterschaft 1999 mussten die Simbabwer im April 1998 erst in der dritten Runde eingreifen, wobei sie Tunesien bezwangen und gegen Namibia verloren. Am Ende waren in dieser Dreiergruppe alle Teilnehmer gleichauf, dank der besten Punktedifferenz zogen die Simbabwer in die vierte Runde ein. Im September desselben Jahres gewannen sie zwar gegen die Elfenbeinküste, verpassten aber mit Niederlagen gegen Marokko und Namibia einen Startplatz an der WM-Endrunde.

### Niedergang ab der Jahrtausendwende
Die zunehmende Schwächung der Nationalmannschaft hatte zur Folge, dass kaum noch Spitzenteams daran interessiert waren, sie zu empfangen oder nach Simbabwe zu reisen. 1998 sollte Wales für fast anderthalb Jahrzehnte der letzte Gegner aus Übersee sein. Auch innerhalb Afrikas waren die Simbabwer mittlerweile kaum noch konkurrenzfähig; so verloren sie 2000 bei der ersten Austragung der Afrikameisterschaft alle vier Partien, ein Jahr später drei von vier. Bei der Afrikameisterschaft 2002, die Teil der Qualifikation für die Weltmeisterschaft 2003 war, belegte Simbabwe den letzten Platz der südlichen Vorrundengruppe. Im weiteren Verlauf der Dekade verblasste die Mannschaft im afrikanischen Turnier weiter, als sie 2004 erstmals Madagaskar unterlag und von Namibia regelrecht deklassiert wurde. Trotz eines Sieges gegen Uganda war auch 2005 das Turnier für sie bereits nach der Vorrunde beendet. Im Juni desselben Jahres gewann Simbabwe in der Qualifikation für die Weltmeisterschaft zwar gegen Senegal, unterlag aber dem späteren Vorrundengewinner Elfenbeinküste und scheiterte auch im Play-off um den zweiten Finalrundenplatz an Uganda.
Die Afrikameisterschaft 2006 verlief ebenfalls enttäuschend, als die Simbabwer in ihrer Gruppe mit Madagaskar und Sambia den letzten Platz belegten. Auch 2007 bildeten sie in der Vorrundengruppe hinter Madagaskar und der südafrikanischen Amateurauswahl das Schlusslicht. 2008 schließlich war in der ersten Runde der Qualifikation für die Weltmeisterschaft 2011 der absolute Tiefpunkt erreicht, als sich die Mannschaft des Senegals weigerte, nach Harare zu reisen. Angesichts der grassierenden Hyperinflation und befürchteter Unruhen nach der umstrittenen Präsidentschaftswahl äußerte sie Bedenken bezüglich ihrer Sicherheit. Zuvor hatten bereits die botswanischen Juniorennationalmannschaften eine geplante Reise nach Simbabwe abgesagt. Simbabwe musste 2009 am zweitrangigen Turnier CAR Development Trophy teilnehmen und belegte mit Siegen über Madagaskar, Mauritius und Botswana den ersten Platz, was den sofortigen Wiederaufstieg bedeutete.
Zu Beginn der 2010er Jahre war wieder eine Aufwärtstendenz feststellbar. Bei der in Tunesien stattfindenden Afrikameisterschaft 2012 gelang der bis heute größte Erfolg der Simbabwer. Auf den 30:14-Halbfinalsieg über Tunesien folgte der 22:18-Finalsieg über Uganda. Zum ersten Mal überhaupt konnte sich Simbabwe als Afrikameister feiern lassen, allerdings fehlte Seriensieger Namibia bei diesem Turnier, ebenso im folgenden Jahr, als Simbabwe im Finale den Kenianern mit 17:29 unterlag. 2014 nahm Simbabwe in der madagassischen Hauptstadt Antananarivo am afrikanischen Finalturnier der Qualifikation für die Weltmeisterschaft 2015 teil (gleichzeitig als Afrikameisterschaft 2014 zählend), wo es mit Platz zwei die direkte Qualifikation für die WM-Endrunde nur knapp verpasste; den Ausschlag gab die schlechtere Punktedifferenz. Die Entscheidung um den letzten zu vergebenden Startplatz fiel in einer interkontinentalen Qualifikationsrunde. Simbabwe trat in Krasnojarsk gegen Russland an, verlor knapp mit 15:23 und verpasste dadurch die dritte Endrundenteilnahme. Im selben Jahr wurde deutlich, dass die koloniale Vergangenheit noch immer nicht überwunden war. Teammanager Losson Mtongwiza behauptete in einem den Medien zugespielten internen Memo, dass eine „mächtige weiße Clique“ innerhalb der ZRU weiterhin „schwarze“ Funktionäre von wichtigen Entscheidungspositionen ausschließe. Dies sei in Erwartung eines finanziellen Gewinns durch die mögliche WM-Teilnahme geschehen.
Von 2012 bis 2016 nahm Simbabwe dreimal am Cup of Nations teil, einem interkontinentalen Turnier für Mannschaften der zweiten und dritten Stärkeklasse; bestes Ergebnis war der dritte Platz 2016. Auch bei der Afrikameisterschaft 2015 belegte Simbabwe den zweiten Platz, diesmal hinter Namibia. Hingegen verliefen die kontinentalen Turniere der Jahre 2016 bis 2018 enttäuschend, wodurch man die Qualifikation für die Weltmeisterschaft 2019 deutlich verpasste. Nachdem das Turnier zweimal wegen der COVID-19-Pandemie ausgefallen war, nahmen die Simbabwer an der Afrikameisterschaft 2021/22 teil, die sich ausnahmsweise über zwei Jahre erstreckte. Die 2021 in Harare ausgetragene Vorrunde begann mit zwei deutlichen Siegen gegen Burkina Faso und die Simbabwer zogen in die K.-o.-Phase ein. Aus epidemiologischen Gründen fand diese im Juli 2022 in den französischen Städten Marseille und Aix-en-Provence statt. Nach dem Viertelfinalsieg über die Elfenbeinküste unterlag man jedoch im Halbfinale Namibia und verpasste somit auch die Weltmeisterschaft 2023.
Bei der Afrikameisterschaft 2024 gelang den Simbabwern im Halbfinale ein deutlicher Überraschungssieg über den Rekordmeister Namibia (mit 32:10), woraufhin sie mit einem Finalsieg über Algerien mit 29:3 ihren zweiten Afrikatitel gewinnen konnten. Die Afrikameisterschaft 2025 war Teil der Qualifikation zur Weltmeisterschaft 2027 und der Titelverteidiger Simbabwe erzielte im Finale einen knappen Sieg über die Namibier mit (30:28), womit es sich erstmals seit 1991 wieder für dieses Turnier qualifizierte.

### Spielerabwanderung
In Simbabwe wird Rugby – ähnlich wie Cricket, aber ganz im Gegensatz zu Fußball – noch heute als ein von „Weißen“ dominierter Sport angesehen, der bestenfalls die Mittelschicht anspricht. Dies schwächte die gesellschaftliche Stellung des Spiels in mehrfacher Hinsicht, da die Nationalmannschaft für ihre Entwicklung lange auf südafrikanische Wettbewerbe angewiesen war und die Integration benachteiligter Gesellschaftsschichten erst nach 1980 angestrebt werden konnte. Ein weiteres Problem ist die Konzentration auf teure Privatschulen, wodurch Rugby für die meisten Kinder aus niederen sozialen Schichten weitgehend unzugänglich ist. Trotz der bescheidenen Infrastruktur und beschränkten Möglichkeiten ist das Land bis auf Mittelschulniveau durchaus konkurrenzfähig. Danach erhalten Spieler jedoch wenig oder keine Vergütung, weshalb das Vereinsrugby unterentwickelt und die heimische Liga unattraktiv ist. Zahlreiche talentierte Spieler gehen ins Ausland, um ihre Karriere dort fortzusetzen – vor allem nach Südafrika, aber auch in europäische Länder. Aufgrund der Wohnsitzregel von World Rugby sind sie nach fünf Jahren ununterbrochenem Wohnsitz automatisch für das Nationalteam des Ziellandes spielberechtigt (bis 2020 waren es drei Jahre). Besonders talentierte Junioren werden direkt abgeworben und auch die schlechte Wirtschaftslage des Landes trägt ihren Teil zum Niedergang des simbabwischen Rugbysports bei.
Einige der bekanntesten simbabwischen Rugbyspieler gehören zu diesen Abwanderern. Für Südafrika spielten unter anderem Tonderai Chavhanga, Adrian Garvey, Ray Mordt, Tendai Mtawarira, Brian Mujati, Bobby Skinstad und Gary Teichmann. David Pocock spielte für Australien, Takudzwa Ngwenya für die Vereinigten Staaten, Scott Gray für Schottland, Andy Marinos für Wales und Edmoore Takaendesa für Deutschland.

## Trikot, Logo und Spitzname
Die simbabwischen Spieler treten üblicherweise in weiß-grün-gestreiften Trikots mit weißen Hosen und weiß-grün-gestreiften Socken an. Diese Farbkombination entsprach auch jener der rhodesischen Auswahl vor 1980. Das Auswärtstrikot ist grün-schwarz mit weißen Farbakzenten, hinzu kommen schwarze Hosen und schwarz-grün-gestreifte Socken.
Aktueller Trikotausrüster der Nationalmannschaft ist der australische Sportartikelhersteller BLK, Trikotsponsor ist die südafrikanische Nedbank. Auf den Trikots erscheint das Verbandslogo auf der rechten Seite, das Ausrüsterlogo links und das Sponsorenlogo in der Mitte.
Das Logo der Zimbabwe Rugby Union zeigt einen goldenen Simbabwe-Vogel (das Wappentier des Landes) auf einem roten Stern, wie er auf der Flagge Simbabwes abgebildet ist. Der Spitzname der Nationalmannschaft lautet Sables, abgeleitet von der Rappenantilope, die auf Englisch als englisch sable antelope bezeichnet wird.

## Stadion
Die simbabwische Nationalmannschaft nutzt für ihre Heimspiele in der Regel je ein Stadion in der Hauptstadt Harare und in der zweitgrößten Stadt Bulawayo. Als „zeremonielle Heimat des simbabwischen Rugbys“ bekannt, waren die Police Grounds jahrzehntelang das Heimstadion in Harare. Wegen des allgemein schlechten Zustands des Geländes (eine eigentliche Tribüne existiert nicht mehr) fanden dort von 1997 bis 2016 keine Spiele mehr statt. Das Gelände wird ohnehin überwiegend für Cricketspiele genutzt. Weitere Spielorte in der Hauptstadt sind die Sportplätze der Vereine Old Hararians und Old Georgians Sports Club. In Bulawayo, wo etwa ein Drittel aller Heimspiele ausgetragen werden, sind die im Jahr 1938 eröffneten Hartsfield Rugby Grounds die einzige Spielstätte. Es handelt sich dabei um das einzige Stadion des Landes, das ausschließlich für Rugbyspiele genutzt wird.

## Test Matches
Simbabwe hat 83 seiner bisher 175 Test Matches gewonnen, was einer Gewinnquote von 47,43 % entspricht. Die Statistik der Test Matches Simbabwes gegen alle Nationen, alphabetisch geordnet, ist wie folgt (Stand: 13. August 2025):
| Land                         | Spiele | Gewonnen | Unent- schieden | Verloren | % Siege |
| ---------------------------- | ------ | -------- | --------------- | -------- | ------- |
| Algerien                     | 2      | 1        | 0               | 1        | 50,00   |
| Arabien                      | 1      | 1        | 0               | 0        | 100,00  |
| Belgien                      | 1      | 0        | 0               | 1        | 0,00    |
| Botswana                     | 4      | 4        | 0               | 0        | 100,00  |
| Brasilien                    | 1      | 1        | 0               | 0        | 100,00  |
| Burkina Faso                 | 2      | 2        | 0               | 0        | 100,00  |
| Elfenbeinküste               | 5      | 3        | 0               | 2        | 60,00   |
| Frankreich                   | 1      | 0        | 0               | 1        | 0,00    |
| Hongkong                     | 3      | 0        | 0               | 3        | 0,00    |
| Irland                       | 1      | 0        | 0               | 1        | 0,00    |
| Italien                      | 3      | 0        | 0               | 3        | 0,00    |
| Japan                        | 1      | 0        | 0               | 1        | 0,00    |
| Kenia                        | 25     | 15       | 0               | 10       | 60,00   |
| Madagaskar                   | 11     | 7        | 1               | 3        | 63,63   |
| Marokko                      | 5      | 3        | 1               | 1        | 60,00   |
| Mauritius                    | 1      | 1        | 0               | 0        | 100,00  |
| Namibia                      | 34     | 4        | 0               | 30       | 11,76   |
| Niederlande                  | 1      | 1        | 0               | 0        | 100,00  |
| Nigeria                      | 1      | 1        | 0               | 0        | 100,00  |
| Ostafrika                    | 1      | 1        | 0               | 0        | 100,00  |
| Papua-Neuguinea              | 1      | 1        | 0               | 0        | 100,00  |
| Portugal                     | 4      | 2        | 0               | 2        | 50,00   |
| Rumänien                     | 4      | 0        | 0               | 4        | 0,00    |
| Russland                     | 3      | 0        | 0               | 3        | 0,00    |
| Sambia                       | 12     | 10       | 0               | 2        | 83,33   |
| Schottland                   | 4      | 0        | 0               | 4        | 0,00    |
| Senegal                      | 2      | 2        | 0               | 0        | 100,00  |
| Sowjetunion                  | 4      | 2        | 0               | 2        | 50,00   |
| Spanien                      | 7      | 2        | 0               | 5        | 28,57   |
| Südkorea                     | 1      | 1        | 0               | 0        | 100,00  |
| Tonga                        | 1      | 0        | 0               | 1        | 0,00    |
| Tunesien                     | 7      | 5        | 0               | 2        | 71,43   |
| Uganda                       | 16     | 11       | 0               | 5        | 68,75   |
| Wales                        | 3      | 0        | 0               | 3        | 0,00    |
| Vereinigte Arabische Emirate | 2      | 2        | 0               | 0        | 100,00  |
| Gesamt                       | 175    | 83       | 2               | 90       | 47,43   |

## Erfolge

### Weltmeisterschaften
Simbabwe hat sich bisher für zwei Weltmeisterschaften qualifiziert. Dabei schied es jeweils als Gruppenletzter aus.
| Jahr | Resultat                                    | Spiele                                      | Siege                                       | Unent.                                      | Ndlg.                                       | +/-                                         | Punkte                                      |
| ---- | ------------------------------------------- | ------------------------------------------- | ------------------------------------------- | ------------------------------------------- | ------------------------------------------- | ------------------------------------------- | ------------------------------------------- |
| 1987 | Vorrunde                                    | 3                                           | 0                                           | 0                                           | 3                                           | 53:151                                      | 0                                           |
| 1991 | Vorrunde                                    | 3                                           | 0                                           | 0                                           | 3                                           | 31:158                                      | 3                                           |
| 1995 | nicht qualifiziert (2. Qualifikationsrunde) | nicht qualifiziert (2. Qualifikationsrunde) | nicht qualifiziert (2. Qualifikationsrunde) | nicht qualifiziert (2. Qualifikationsrunde) | nicht qualifiziert (2. Qualifikationsrunde) | nicht qualifiziert (2. Qualifikationsrunde) | nicht qualifiziert (2. Qualifikationsrunde) |
| 1999 | nicht qualifiziert (4. Qualifikationsrunde) | nicht qualifiziert (4. Qualifikationsrunde) | nicht qualifiziert (4. Qualifikationsrunde) | nicht qualifiziert (4. Qualifikationsrunde) | nicht qualifiziert (4. Qualifikationsrunde) | nicht qualifiziert (4. Qualifikationsrunde) | nicht qualifiziert (4. Qualifikationsrunde) |
| 2003 | nicht qualifiziert (3. Qualifikationsrunde) | nicht qualifiziert (3. Qualifikationsrunde) | nicht qualifiziert (3. Qualifikationsrunde) | nicht qualifiziert (3. Qualifikationsrunde) | nicht qualifiziert (3. Qualifikationsrunde) | nicht qualifiziert (3. Qualifikationsrunde) | nicht qualifiziert (3. Qualifikationsrunde) |
| 2007 | nicht qualifiziert (1. Qualifikationsrunde) | nicht qualifiziert (1. Qualifikationsrunde) | nicht qualifiziert (1. Qualifikationsrunde) | nicht qualifiziert (1. Qualifikationsrunde) | nicht qualifiziert (1. Qualifikationsrunde) | nicht qualifiziert (1. Qualifikationsrunde) | nicht qualifiziert (1. Qualifikationsrunde) |
| 2011 | nicht qualifiziert (1. Qualifikationsrunde) | nicht qualifiziert (1. Qualifikationsrunde) | nicht qualifiziert (1. Qualifikationsrunde) | nicht qualifiziert (1. Qualifikationsrunde) | nicht qualifiziert (1. Qualifikationsrunde) | nicht qualifiziert (1. Qualifikationsrunde) | nicht qualifiziert (1. Qualifikationsrunde) |
| 2015 | nicht qualifiziert (Playoff)                | nicht qualifiziert (Playoff)                | nicht qualifiziert (Playoff)                | nicht qualifiziert (Playoff)                | nicht qualifiziert (Playoff)                | nicht qualifiziert (Playoff)                | nicht qualifiziert (Playoff)                |
| 2019 | nicht qualifiziert (Gold Cup)               | nicht qualifiziert (Gold Cup)               | nicht qualifiziert (Gold Cup)               | nicht qualifiziert (Gold Cup)               | nicht qualifiziert (Gold Cup)               | nicht qualifiziert (Gold Cup)               | nicht qualifiziert (Gold Cup)               |
| 2023 | nicht qualifiziert (3. Qualifikationsrunde) | nicht qualifiziert (3. Qualifikationsrunde) | nicht qualifiziert (3. Qualifikationsrunde) | nicht qualifiziert (3. Qualifikationsrunde) | nicht qualifiziert (3. Qualifikationsrunde) | nicht qualifiziert (3. Qualifikationsrunde) | nicht qualifiziert (3. Qualifikationsrunde) |
| 2027 | qualifiziert (Dritte Phase)                 | qualifiziert (Dritte Phase)                 | qualifiziert (Dritte Phase)                 | qualifiziert (Dritte Phase)                 | qualifiziert (Dritte Phase)                 | qualifiziert (Dritte Phase)                 | qualifiziert (Dritte Phase)                 |
| 2031 | noch ausstehend                             | noch ausstehend                             | noch ausstehend                             | noch ausstehend                             | noch ausstehend                             | noch ausstehend                             | noch ausstehend                             |

### Afrikameisterschaft
Simbabwe nimmt seit 2000 an der jährlich ausgetragenen Afrikameisterschaft teil und entschied in diesem Zeitraum drei Austragungen für sich.
- Turniersiege (3): 2012, 2024, 2025

### Weitere Test Matches
Aufgrund der späten Etablierung im Jahr 1981 unternahm Simbabwe während der Amateurära kaum Touren nach alter Tradition, da sie um das Jahr 2000 zum Erliegen kamen. Heute stehen für Test Matches gegen Teams der nördlichen Hemisphäre jedes Jahr zwei Zeitfenster zur Verfügung: Bei den Mid-year Internationals im Juni kommen Teams aus Europa nach Simbabwe, bei den End-of-year Internationals im November reisen die Simbabwer nach Europa. Im Gegensatz zu den meisten anderen Rugbynationen spielt Simbabwe dabei jedoch um keine Trophäen gegen seine Gegner. Außer an Afrikameisterschaften nimmt das Team auch am sporadisch durchgeführten Victoria Cup teil, zusammen mit den ostafrikanischen Ländern Kenia, Uganda und Sambia. Spiele gegen außerafrikanische Mannschaften sind selten.

## Spieler

### Aktueller Kader
Die folgenden Spieler bildeten den Kader für die Afrikameisterschaft 2025:
| Spieler               | Position         | Verein                         | Länderspiele |
| --------------------- | ---------------- | ------------------------------ | ------------ |
| Keegan Joubert        | Gedrängehalb     | Durbell                        | 06           |
| Hilton Mudariki       | Gedrängehalb     | Old Hararians                  | 53           |
| Tyrone Gombe          | Gedrängehalb     | Western Province               | 03           |
| Ian Prior             | Verbinder        | Associates Rugby Club          | 04           |
| Lenience Tambwera     | Verbinder        | Harare Sports Club             | 36           |
| Bruce Houston         | Verbinder        | Bourg-en-Bresse                | 0            |
| Brandon Mudzekenyedzi | Innendreiviertel | Okman                          | 09           |
| Kudzai Mashawi        | Innendreiviertel | Harare Sports Club             | 23           |
| Dion Khumalo          | Innendreiviertel | Old Hararians                  | 09           |
| Matthew McNab         | Außendreiviertel | Doncaster Knights              | 11           |
| Edward Sigauke        | Außendreiviertel | Varsity College                | 06           |
| Trevor Gurwe          | Außendreiviertel | Old Georgians                  | 07           |
| Takudzwa Musingwini   | Außendreiviertel | Iowa Central Community College | 08           |
| Tapiwa Mafura         | Schlussmann      | Lions                          | 07           |

| Spieler                  | Position             | Verein                    | Länderspiele |
| ------------------------ | -------------------- | ------------------------- | ------------ |
| Liam Larkan              | Hakler               | Pirates Club Johannesburg | 08           |
| Matthew Mandioma         | Hakler               | Old Hararians             | 52           |
| Bryan Chiang             | Hakler               | Broughton Park            | 04           |
| Bornwell Gwinji          | Pfeiler              | Gernika Rugby Taldea      | 15           |
| Cleopas Kundiona         | Pfeiler              | Northampton Saints        | 13           |
| Victor Mupunga           | Pfeiler              | Bourg-en-Bresse           | 09           |
| Brian Makamure           | Pfeiler              | Old Hararians             | 0            |
| Tyran Fagan              | Pfeiler              | Gernika Rugby Taldea      | 12           |
| Zvikomborero Chimoto     | Pfeiler              | Old Hararians             | 06           |
| Kudakwashe Nyakufaringwa | Zweite-Reihe-Stürmer | Budowlani Lublin          | 07           |
| Simba Siraha             | Zweite-Reihe-Stürmer | Rugby Białystok           | 06           |
| Tadiwanashe Gwashu       | Zweite-Reihe-Stürmer | Harare Sports Club        | 06           |
| Brian Nyaude             | Zweite-Reihe-Stürmer | Old Hararians             | 15           |
| Godfrey Muzanargwo       | Flügelstürmer        | Valke                     | 09           |
| Aiden Burnett            | Flügelstürmer        | Old Hararians             | 18           |
| Jason Fraser             | Flügelstürmer        | Nevers                    | 03           |
| Dylan Utete              | Flügelstürmer        | Okman                     | 05           |
| Tinotenda Mavesere       | Flügelstürmer        | Sharks                    | 07           |

### Bekannte Spieler
Zwei ehemalige simbabwische Spieler wurden aufgrund ihrer herausragenden Leistungen in die World Rugby Hall of Fame aufgenommen:
| Spieler        | Position         | Aufnahme |
| -------------- | ---------------- | -------- |
| Kennedy Tsimba | Verbinder        | 2012     |
| Richard Tsimba | Innendreiviertel | 2012     |

### Spielerstatistiken
Nachfolgend sind die wichtigsten Statistiken aufgelistet, die Spieler Simbabwe betreffen. Die mit * markierten Spieler sind noch aktiv und können sich weiter verbessern.
(Stand: Juli 2025)
| Rang | Name            | Zeitraum  | Spiele |
| ---- | --------------- | --------- | ------ |
| 01   | Brendon Dawson  | 1990–1998 | 20     |
| 02   | Brian Beattie   | 1991–1998 | 16     |
| 03   | Shaun Landman   | 1993–1998 | 16     |
| 04   | Victor Olonga   | 1993–1998 | 14     |
| 05   | David Walters   | 1990–1998 | 14     |
| 06   | Craig Brown     | 1987–1998 | 13     |
| 07   | Gary Snyder     | 1991–1998 | 12     |
| 08   | David Kirkman   | 1993–1998 | 11     |
| 09   | Mark Letcher    | 1990–1993 | 11     |
| 10   | Elimon Chimbima | 1990–1997 | 10     |

| Rang | Name             | Zeitraum  | Spiele |
| ---- | ---------------- | --------- | ------ |
| 01   | Dave Walters     | 1993–1994 | 6      |
| 02   | Andy Ferreira    | 1990–1990 | 3      |
| 03   | Malcolm Jellicoe | 1987–1987 | 3      |
| 04   | Brian Currin     | 1991–1991 | 3      |
| 05   | Kennedy Tsimba   | 1998–1998 | 3      |
| 06   | David Kirkman    | 1996–1996 | 2      |
| 07   | Brendon Dawson   | 1998–1998 | 1      |
| 08   | Brian Beattie    | 1993–1993 | 1      |

| Rang | Name              | Zeitraum  | Punkte |
| ---- | ----------------- | --------- | ------ |
| 01   | Kennedy Tsimba    | 1997–1998 | 72     |
| 02   | Ian Noble         | 1993–1996 | 66     |
| 03   | Marthinus Grobler | 1987–1994 | 61     |
| 04   | Andrew Ferreira   | 1987–1991 | 54     |
| 05   | Anthony Papenfus  | 1997–1998 | 48     |
| 06   | Victor Olonga     | 1993–1998 | 40     |
| 07   | Shaun Landman     | 1993–1998 | 35     |
| 08   | Douglas Trivella  | 1997–1998 | 32     |
| 09   | David Walters     | 1990–1998 | 18     |
| 10   | Aaron Jani        | 1994–1997 | 15     |

| Rang | Name             | Zeitraum  | Versuche |
| ---- | ---------------- | --------- | -------- |
| 01   | Victor Olonga    | 1993–1998 | 8        |
| 02   | Shaun Landman    | 1993–1998 | 7        |
| 03   | Kennedy Tsimba   | 1997–1998 | 4        |
| 04   | Brendon Dawson   | 1990–1998 | 3        |
| 05   | Aaron Jani       | 1994–1997 | 3        |
| 06   | Ian Noble        | 1993–1996 | 3        |
| 07   | Anthony Papenfus | 1997–1998 | 3        |
| 08   | Douglas Trivella | 1997–1998 | 3        |
| 09   | Richard Tsimba   | 1987–1991 | 3        |
| 10   | Elimon Chimbima  | 1990–1997 | 2        |

## Trainer

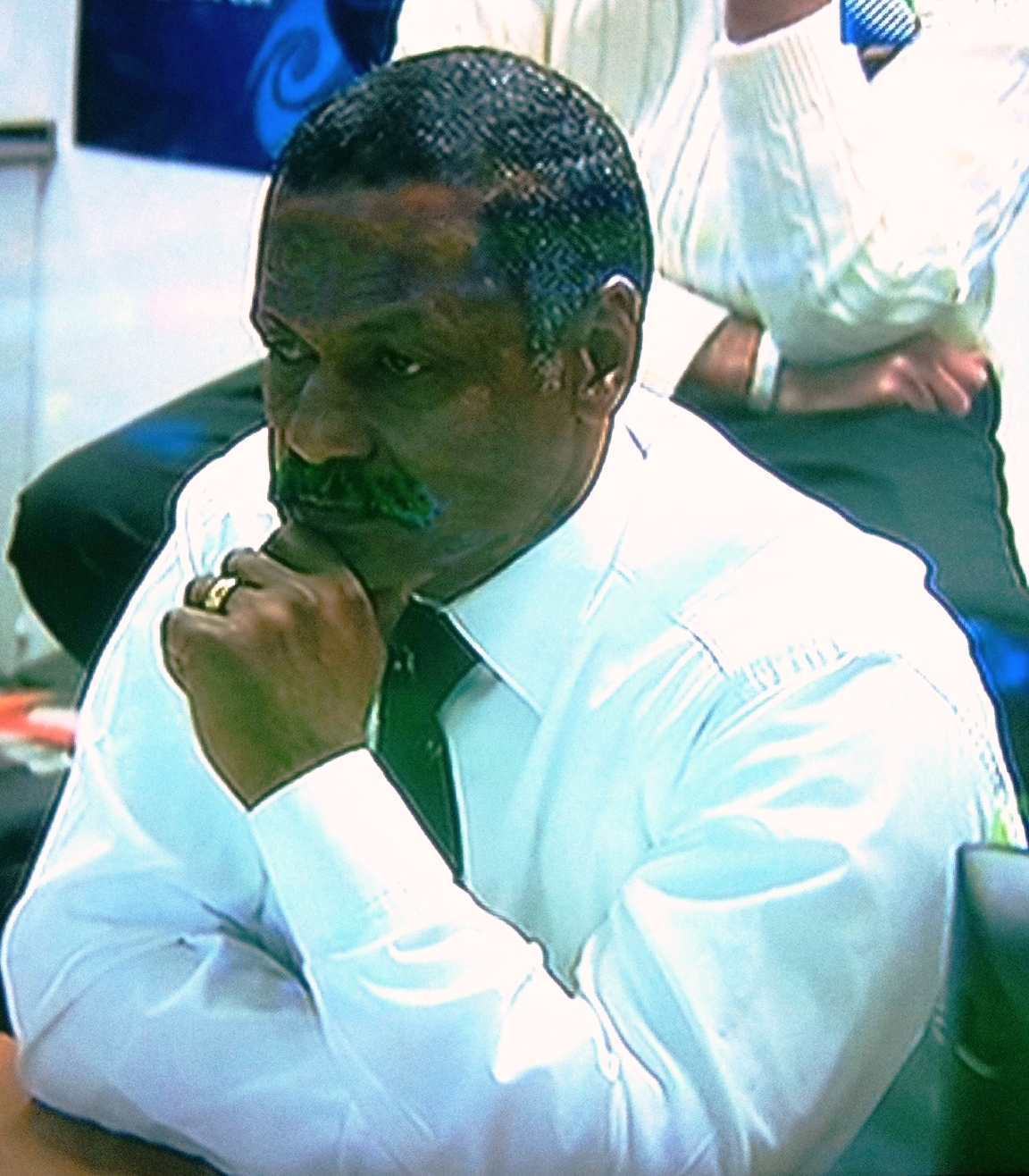
Peter de Villiers (2011)

Folgende Personen waren Trainer der simbabwischen Nationalmannschaft:
| Name                        | Jahre     |
| --------------------------- | --------- |
| Brian Murphy                | 1987      |
| Colin Osborne               | 1988–1989 |
| Ian Buchanan                | 1990–1992 |
| Colin Osborne               | 1992–1996 |
| John Knox                   | 1997–1998 |
| Alex Nicholls (interim)     | 1998      |
| Mark Donato                 | 1999–2001 |
| Godwin Murambiwa            | 2001–2003 |
| Alex Nicholls (interim)     | 2003      |
| Bright Chivandire           | 2004      |
| Chris Lampard               | 2005–2006 |
| Brendon Dawson              | 2007–2010 |
| Cyprian Mandongle (interim) | 2011      |
| Brendon Dawson              | 2012–2014 |
| Cyprian Mandongle           | 2015–2017 |
| Peter de Villiers           | 2018–2019 |
| Brendon Dawson              | 2019–2023 |
| Piet Benade                 | seit 2024 |